# 王仲山旧宅
王仲山旧宅是原北洋时期段祺瑞部队的军需官、北洋政府财政总长、被称为安福系“财神”的王郅隆（王仲山）在天津的故居。建于1900年，位于当时的天津德租界的纪念碑街（今河西区浦口道22号），该建筑目前是天津市文物保护单位和重点保护等级历史风貌建筑。

## 历史
该建筑原为王仲山为其夫人及长子建造的住宅。中华人民共和国成立后，由天津市人民政府接管，现为天津市煤建公司使用（归入天津物产集团有限公司旗下之后，现为天津物产国际能源发展有限公司使用）。

## 建筑
王仲山旧宅建筑面积为2480平方米，为二层砖木结构，带地下室和顶子间。红瓦坡顶，主入口处有16级高台阶，两组双柱支成折角门廊，平面近似矩形，是一座花园式的德式建筑，院内有喷泉水池、六角单檐攒尖顶亭与汉白玉石桥相连。

## 相关链接
- 天津德租界